# Élections municipales de 1989 à Mulhouse
Pour un article plus général, voir Élections municipales de 1989 dans le Haut-Rhin.
Pour les articles homonymes, voir Élections municipales à Mulhouse.
Les élections municipales ont eu lieu les 12 et 19 mars 1989 à Mulhouse.

## Résultats
- Maire sortant : Joseph Klifa (UDF-PSD)

| Tête de liste            | Tête de liste        | Liste                | Premier tour | Premier tour | Second tour | Second tour | Sièges |  |
| Tête de liste            | Tête de liste        | Liste                | Voix         | %            | Voix        | %           | Sièges |  |
| ------------------------ | -------------------- | -------------------- | ------------ | ------------ | ----------- | ----------- | ------ |  |
|                          | Jean-Marie Bockel    | PS                   | 12 028       | 33,05 %      | 14 913      | 37,38 %     | 38     |  |
|                          | Joseph Klifa*        | UDF-RPR              | 11 403       | 31,33 %      | 13 728      | 34,41 %     | 10     |  |
|                          | Gérard Freulet       | FN                   | 7 672        | 21,08 %      | 7 416       | 18,59 %     | 5      |  |
|                          | Antoine Waechter     | LV                   | 4 574        | 12,57 %      | 3 837       | 9,62 %      | 2      |  |
|                          | Auguste Bechler      | PCF                  | 716          | 1,97 %       |             |             |        |  |
|                          |                      |                      |              |              |             |             |        |  |
| Inscrits                 | Inscrits             | Inscrits             | 59 324       | 100,00       | 59 324      | 100,00      |        |  |
| Votants                  | Votants              | Votants              | 37 012       | 62,39        | 40 440      | 68,17       |        |  |
| Votes blancs et nuls     | Votes blancs et nuls | Votes blancs et nuls | 619          | 1,67         | 546         | 1,35        |        |  |
| Exprimés                 | Exprimés             | Exprimés             | 36 393       | 98,33        | 39 894      | 98,65       |        |  |
| * Liste du maire sortant |                      |                      |              |              |             |             |        |  |

## Composition du conseil municipal
Liste non exhaustive des conseillers municipaux :
Liste Bockel (38 élus) :
- Jean-Marie Bockel
- Eugène Riedweg
- Pierre Freyburger

Liste Klifa (10 élus) :
- Joseph Klifa

Liste Freulet (5 élus) : 
- Gérard Freulet

Liste Waechter (2 élus) :
- Antoine Waechter (jusqu'en 1994)